# Kneževina
Kneževína je ozemeljska upravno-politična enota, ki ji načeluje knez.

## Kneževine danes
- Kneževina Andora
- Kneževina Lihtenštajn
- Kneževina Monako